# Osterkirche (Hamburg-Eilbek)

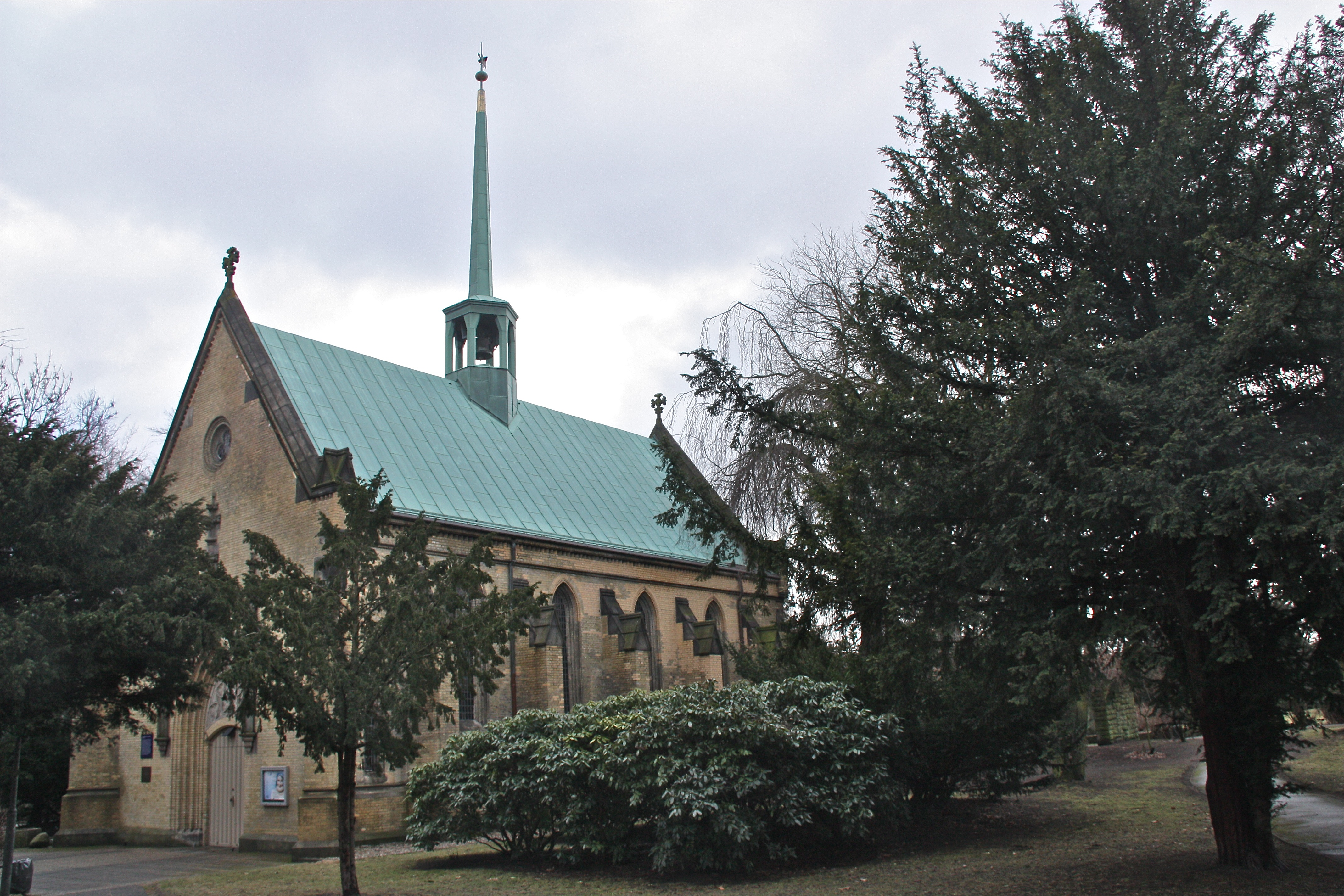
Ansicht von Nordwesten

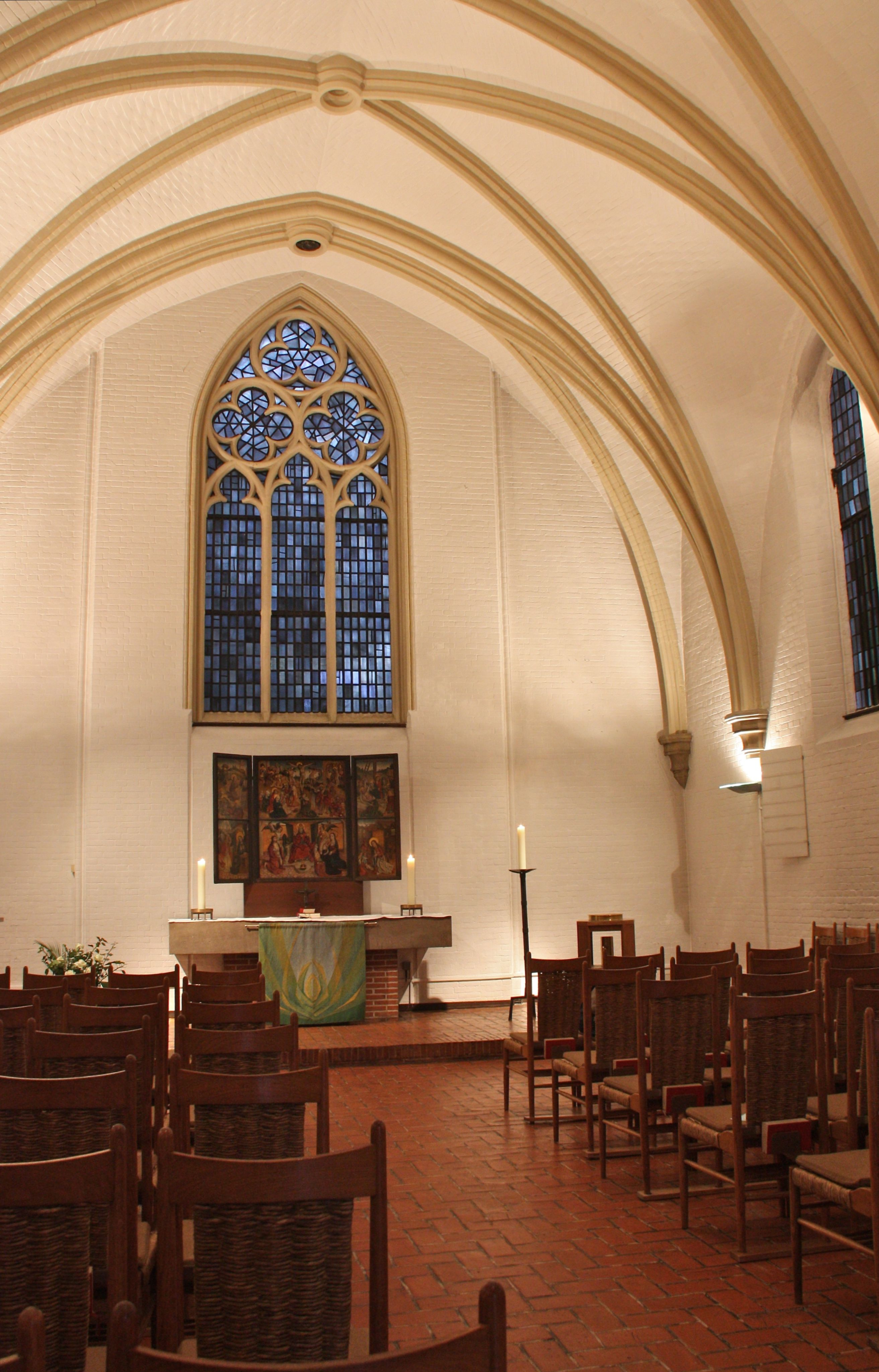
Innenraum, Blick auf den Altar (Stand 2012)

Die Osterkirche in Hamburg-Eilbek ist eine ehemalige Friedhofskapelle, die nach der Aufgabe des zugehörigen Friedhofs (des heutigen Jacobiparks) seit 1962 zunächst als evangelische Gemeindekirche diente. Nach einer 2005 erfolgten Gemeindefusion mit der benachbarten Friedenskirche beschloss der Kirchengemeinderat im Jahr 2016, den Standort Osterkirche aus finanziellen Gründen aufzugeben. Nach jahrelangen Verhandlungen übernahm im Januar 2019 die bulgarisch-orthodoxe Kirche das Gebäude.

## Vorgeschichte
Die erste urkundliche Erwähnung der Region um 1250 nennt bereits den Erwerb von Land durch das Hamburger Hospital zum Heiligen Geist zwischen der Eilbek und der Landstraße Hamburg – Wandsbek – Lübeck. 1848 wurde auf dem damals zum Dorf Hamm gehörenden Flurstück ein Friedhof der innerstädtischen St. Jacobikirche angelegt, der in zu dieser Zeit völlig ungewohnter Entfernung vier Kilometer vor der Stadt lag.

## Bau der Kirche
Der Vorstand der Jakobikirche wählte für die Friedhofskapelle einen Entwurf des berühmten Architekten Alexis de Chateauneuf. Baubeginn war jedoch erst 1863, zehn Jahre nach dem Tod Chateauneufs. Der Architekt Isaiah Wood (1811–1876), der zu dieser Zeit am Bau der St.-Nikolai-Kirche am Hopfenmarkt beteiligt war, stellte den Bau 1864 mit leichten eigenen Ergänzungen fertig.
Als schlichter Rechteckbau ohne Apsis mit seitlichen Strebepfeilern erhebt sich die Osterkirche aus dem Grün des Parks. Ein von Maßwerk geziertes Portal führt in den Innenraum. Die Stilelemente der Gotik zeigen sich hier deutlich: die schlanken Gewölberippen, die hohen Fenster in den Seitenwänden, das dreigeteilte Fenster in der Chorwand mit seiner Maßwerkgliederung im oberen Bogenfeld.
Die während der Bombenangriffe des Zweiten Weltkriegs beschädigte Kirche konnte bis 1962 von den Architekten Bernhard Hopp und Rudolf Jäger restauriert werden, die zeitgleich den Dachreiter ergänzten, der heute eine einzelne Glocke enthält.

## Ausstattung

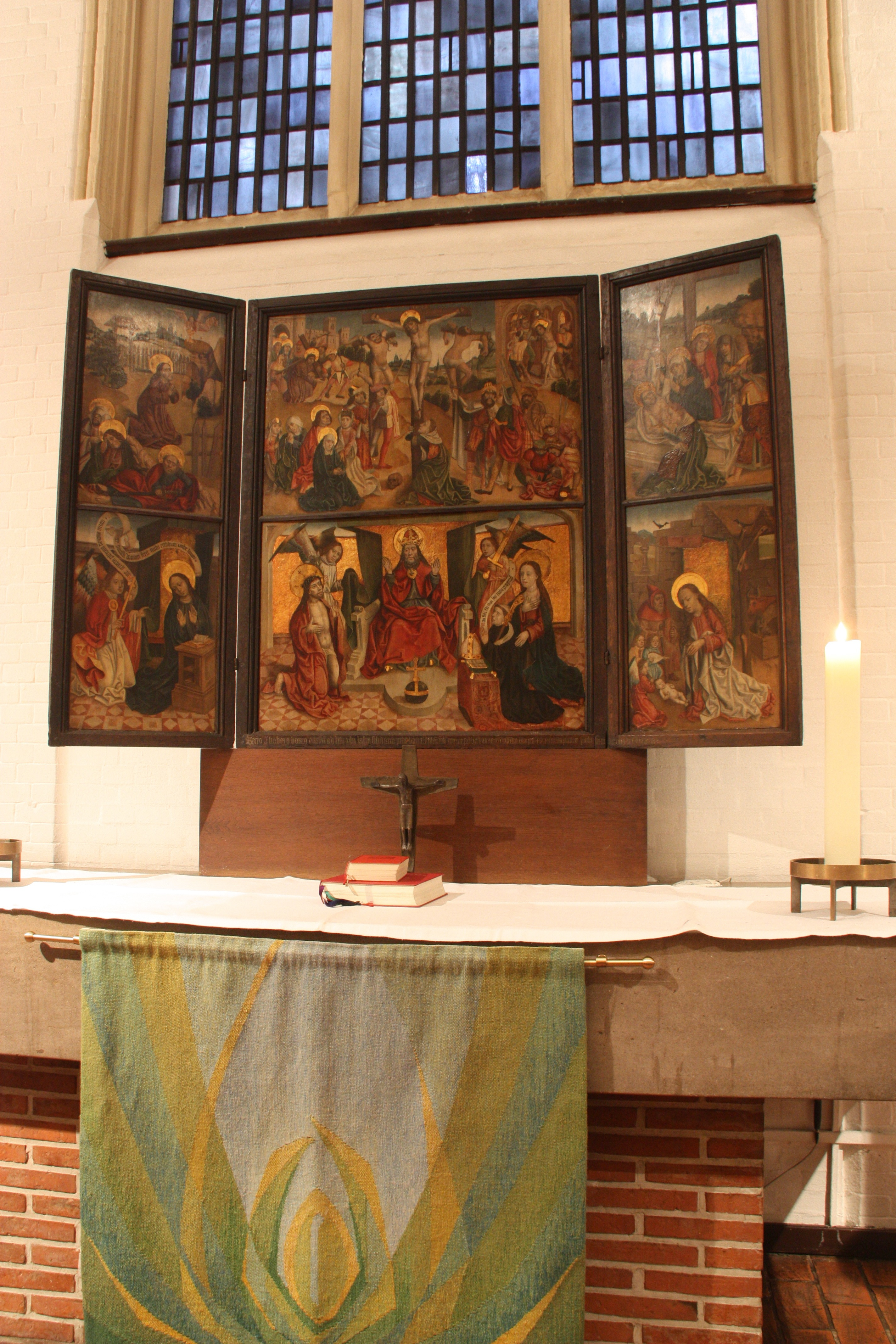
Altarbild (Stand 2012)

Das Kostbarste in der Kirche war das Altarbild aus der Zeit um 1500, dessen Urheber wahrscheinlich aus Norddeutschland stammt. Anhand von Stil und Erstellungszeitpunkt werden gelegentlich Zusammenhänge mit dem Maler Hinrik Funhof vermutet, diese sind jedoch nicht belegbar. Möglicherweise gehörte das Retabel ursprünglich dem 1582 säkularisierten Kloster Reinfeld. Der Altar ist ein Wandelaltar, bei dem die Seitenflügel umgeklappt, also „gewandelt“, werden können, jedoch hat auch eine Restauration von 1999 auf der Rückseite der Flügel keine Bildwerke gefunden. Im aufgeklappten Zustand sieht man eine Bildanordnung mit zwei großen Mittelfeldern und vier kleinen Seitenfeldern. Auf den Flügeln zeigen die beiden oberen Felder Szenen aus der Passion Jesu auf den beiden unteren sind Verkündigung und Geburt dargestellt. Im Mittelfeld oben die Kreuzigung, ein bewegtes vielfiguriges Bild. Unten Gott selbst thronend in der Mitte mit Maria und Jesus an den Seiten und kniend ein Abt. Dieser (kenntlich an Bischofsstab und Tonsur) könnte der Stifter des Kunstwerkes gewesen sein. Nach der Übernahme seitens der bulgarisch-orthodoxen Kirche wurde der Altar 2019 in die Hamburger Hauptkirche St. Jacobi verbracht.
Die Kirche besaß auf der Empore über dem Eingang eine kleine Orgel der Firma Alfred Führer aus dem Jahr 1965. Das Instrument verfügte über 13 Register, verteilt auf zwei Manualen und Pedal.

## Der ehemalige Friedhof
Der Friedhof war als einer der ersten Friedhöfe in Hamburg als Landschaftsfriedhof geplant, der den Besuchern immer wieder unterschiedliche „Bilder“ der Pflanzungen liefern sollte. Nach seiner Eröffnung 1848 wuchs die Beliebtheit des Friedhofs im heutigen Jacobipark zunächst nur langsam. Erst nach Aufhebung der Torsperre im Jahr 1860 änderte sich das so stark, dass der Friedhof binnen weniger Jahre auf das Vierfache der ursprünglichen Größe erweitert werden musste. Nach Einrichtung des Ohlsdorfer Friedhofs 1877 war dieser Begräbnisplatz der einzige, auf dem noch vierzig Jahre lang weiter beerdigt werden durfte. Die Nutzung als Friedhof endete 1934, die Entwidmung geschah 1954, danach wurde er zur Teichlandschaft mit Parkwiese, Spielplatz, Vogelschutzgebiet und Ruhegarten umgestaltet. Dazwischen aber ließ man insgesamt fünf Grabmale und zwei Gruftbauten aus dem 19. Jahrhundert am Ort ihrer ursprünglichen Aufstellung stehen. Diese erinnern an die Schauspielerin Clara Horn, den Arzt Erich Martini, den ehemaligen Hamburger Bürgermeister Christian Daniel Benecke und die Kaufmannsfamilie Merck mit ihren hier beerdigten Mitgliedern Ernst Merck und Heinrich Johann Merck.

## Fotografien

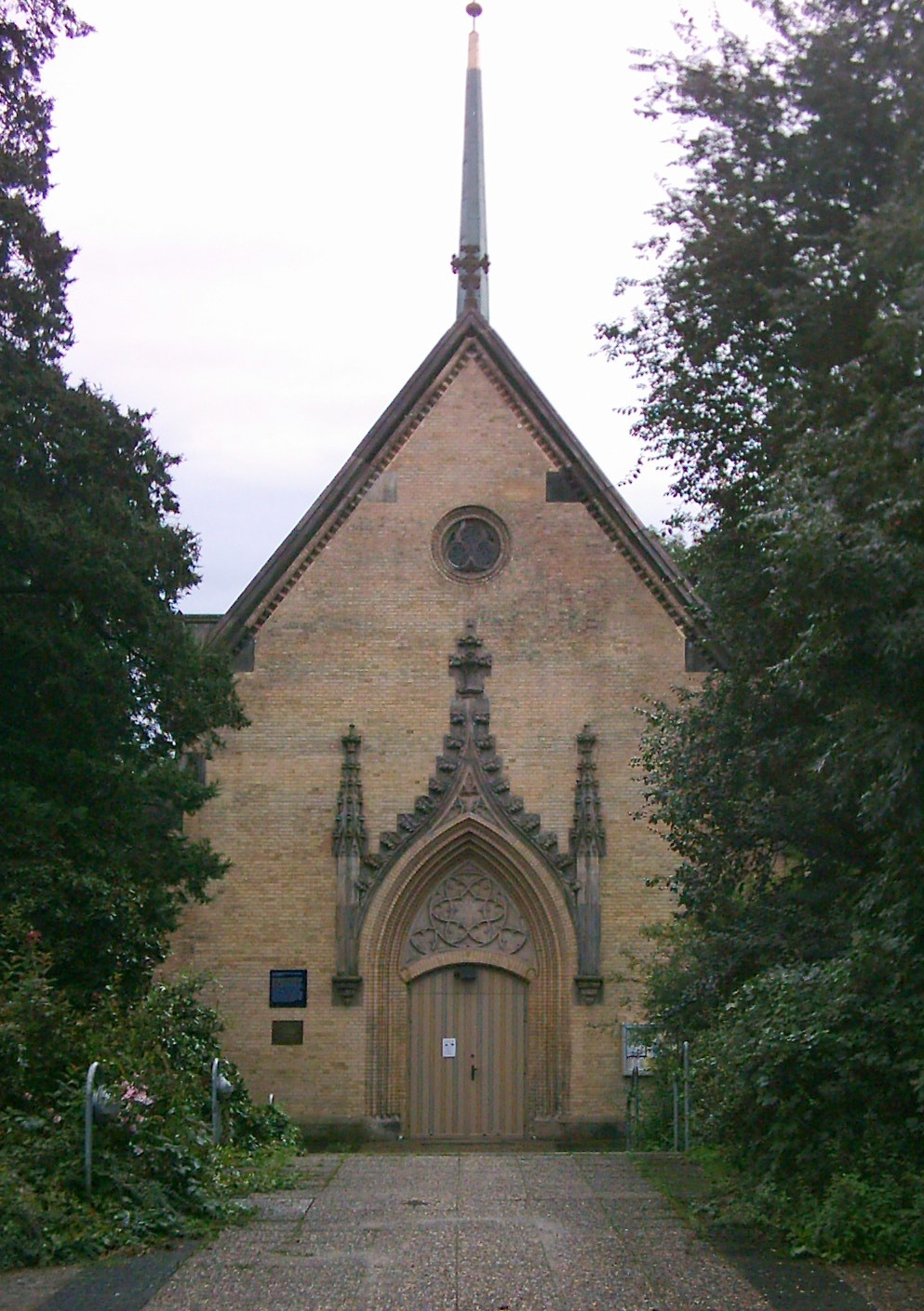
Eingang
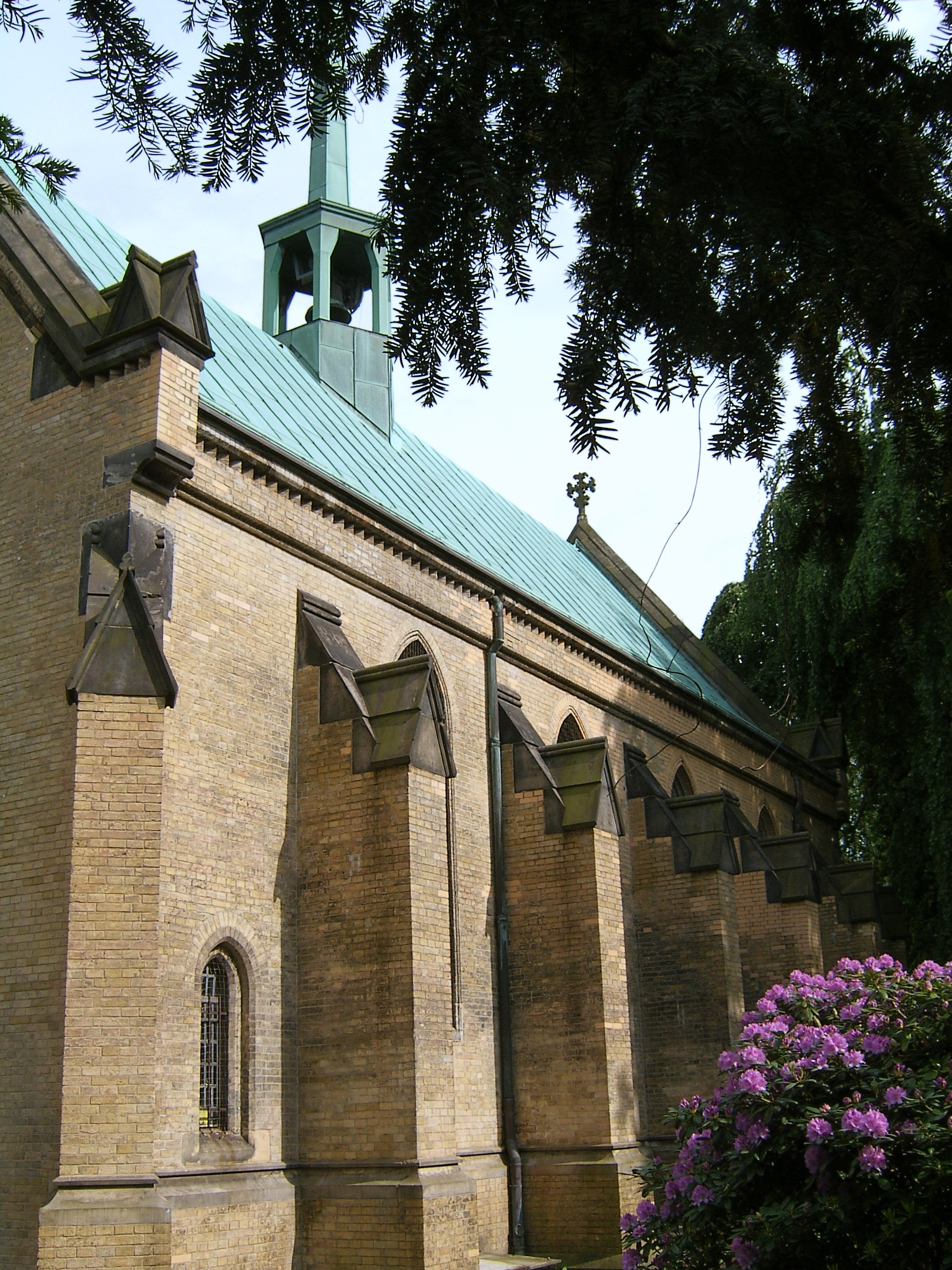
Strebepfeiler auf der Südseite
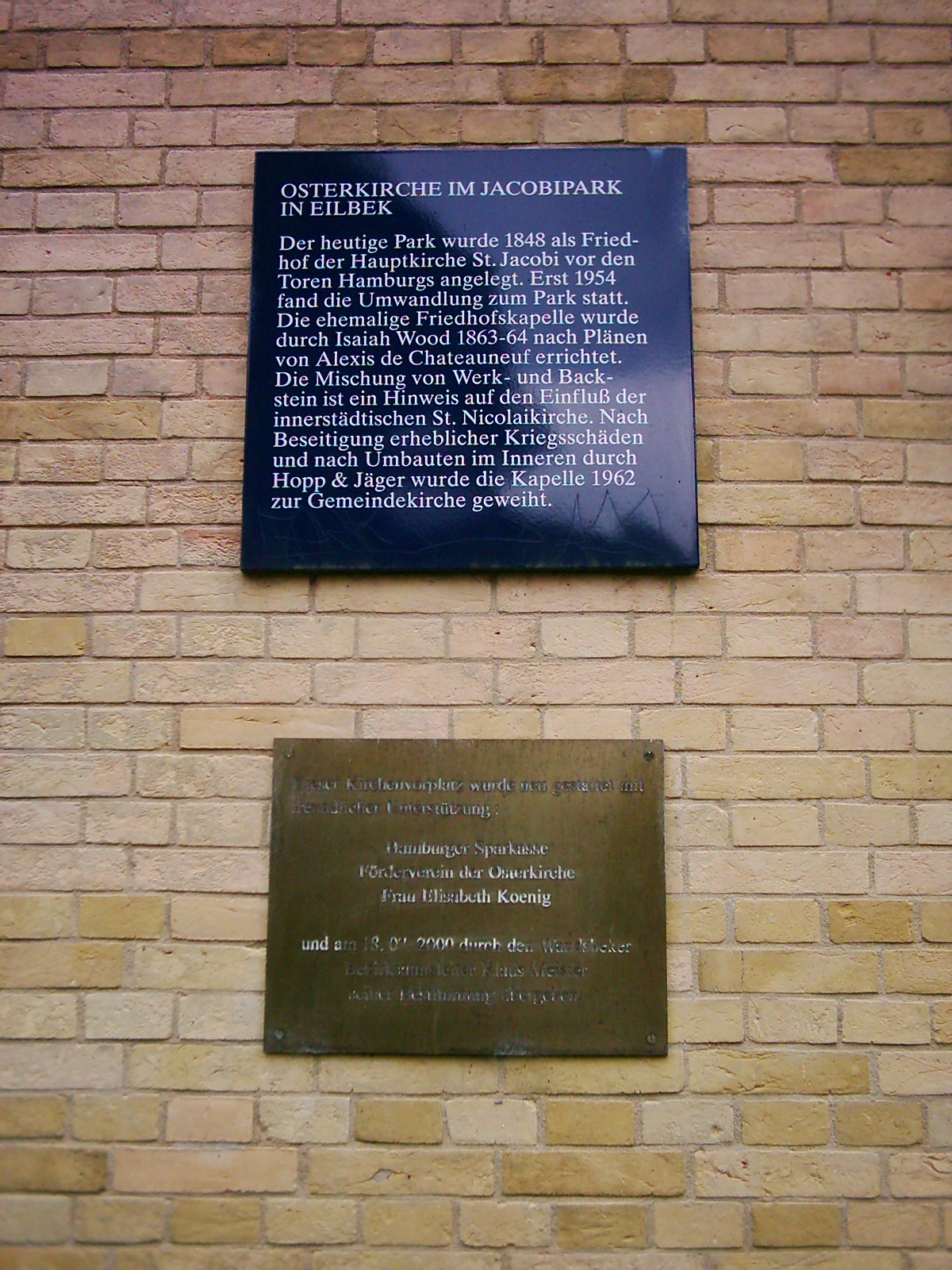
Infotafel an der Kirche
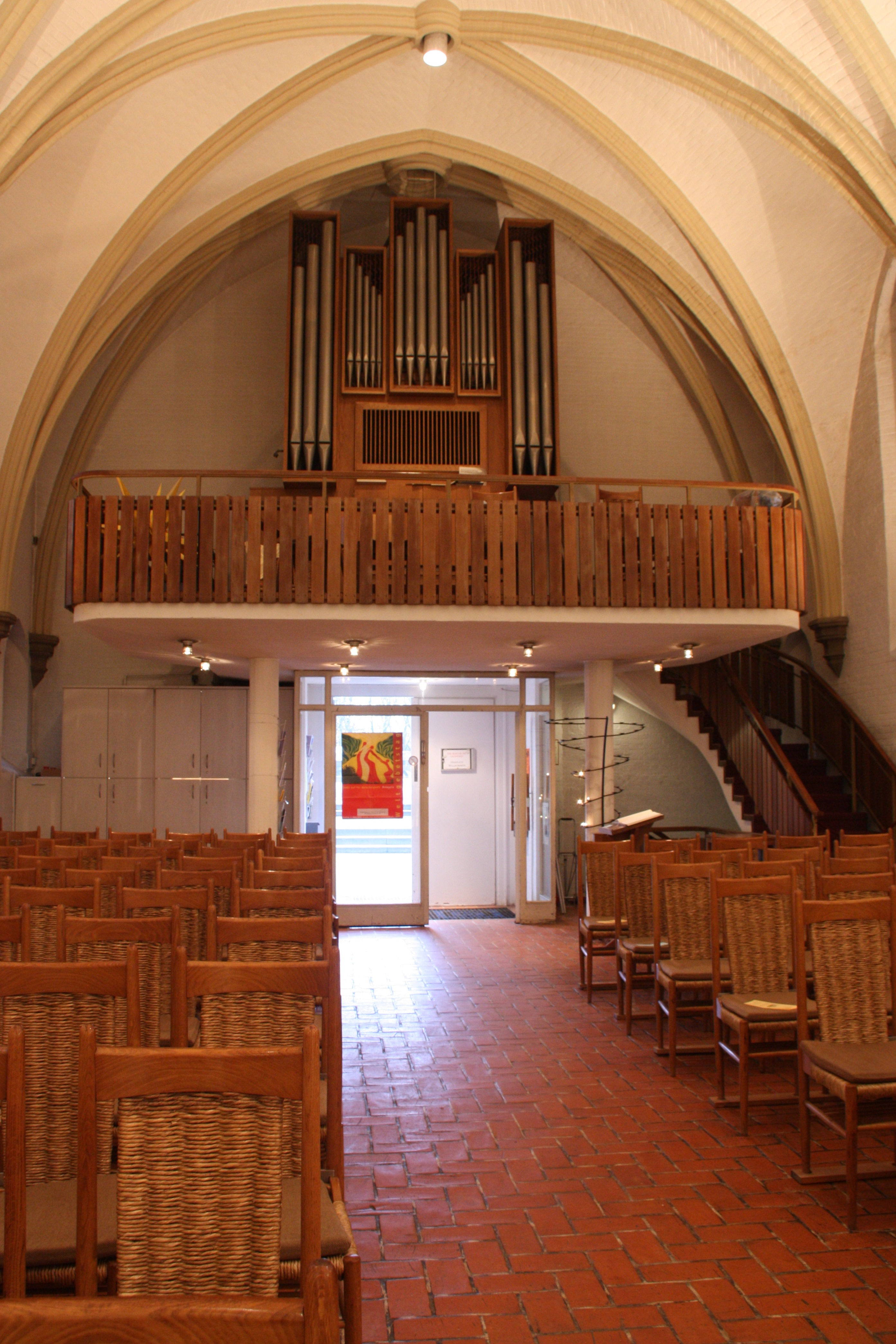
Empore mit Orgel und Eingang
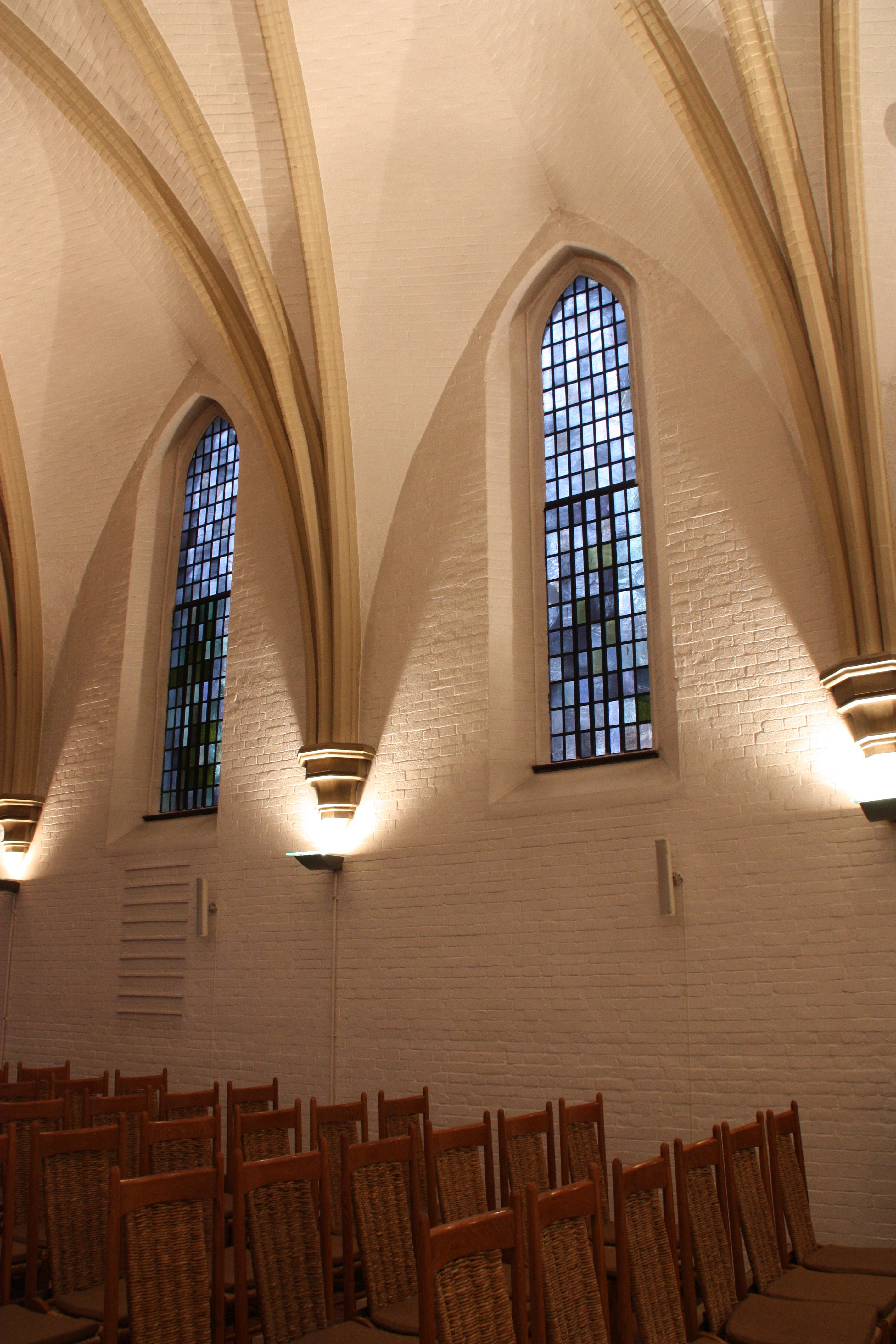
Seitenfenster